# Hünfeld
Hünfeld est une municipalité allemande située dans le land de la Hesse et l'arrondissement de Fulda. Sa population est d'environ 16 000 habitants tout comme sa ville jumelée, Landerneau.

## Histoire
| Appartenances historiques Principauté abbatiale de Fulda 1220–1752 Principauté épiscopale de Fulda 1752–1803 Principauté de Nassau-Orange-Fulde 1803–1807 Royaume de Westphalie 1807–1810 Grand-duché de Francfort 1810-1813 Électorat de Hesse 1815–1866 Royaume de Prusse (Province de Hesse-Nassau) 1866–1918 République de Weimar 1918–1933 Reich allemand 1933–1945 Allemagne occupée 1945–1949 Allemagne 1949–présent |

## Patrimoine
- Couvent Saint-Boniface des oblats de Marie-Immaculée

## Personnalités liées à la ville
- Wilm Hosenfeld (1895-1952), militaire né à Mackenzell.

## Jumelages
Hünfeld est jumelée avec plusieurs villes :
- Geisa (Allemagne)
- Prószków (Pologne)
- Steinberg (Saxe) (Allemagne)
- Landerneau (France)